# باسكال هيرفي
باسكال هيرفي (بالفرنسية: Pascal Hervé)‏ مواليد 13 يوليو 1964 في تور، هو دراج فرنسي سابق في صنف سباق الدراجات على الطريق.

## سجل النتائج

### سباقات أو مراحل فاز بها
- طواف سويسرا
- طواف إيطاليا

## روابط خارجية
- باسكال هيرفي على موقع أرشيف الدراجات (الإنجليزية)
- باسكال هيرفي على موقع إحصائيات الدراجات الإحترافية (الإنجليزية)
- باسكال هيرفي على موقع نسبة الدراجات (الإنجليزية)
- باسكال هيرفي على موقع CycleBase (الإنجليزية)
- باسكال هيرفي على موقع أوليمبيديا (الإنجليزية)